# Gemma Garcia Fàbrega
Gemma Garcia Fàbrega (Barcelona, 1982) és periodista i corealitzadora de documentals independents. Membre del Grup de Periodistes Ramon Barnils, també forma part del Col·lectiu de Periodistes Contrast.
Llicenciada en Periodisme per la Universitat Autònoma de Barcelona, va completar els seus estudis al Centre Bonnemaison amb un curs de documental amb perspectiva de gènere i a la UPF amb un Postgrau en Videoperiodisme. Ha treballat durant dos anys en producció, documentació i guió a Àrea de Televisió, una productora de documentals que coprodueix amb Televisió de Catalunya. Ha exercit de redactora per a diversos mitjans de comunicació, entre ells el diari Iberia Universal, i la Directa. Des de finals de 2009, ha codirigit juntament amb Carles Castro i Oriol Andrés diversos documentals: Dadaab (sobre el camp de refugiats del mateix nom), Ziztadak/Tábanos (sobre la no-violència a Euskadi), el reportatge Perdre el fil (per a la campanya Roba Neta) i diversos capítols de la sèrie Després de la Pau. El 2010, el reportatge La Somàlia refugiada els va valdre als tres periodistes el Premi de Periodisme Joan Gomis.
El 2014 publicà el llibre Els senyors del boom, amb textos de David Bassa i Xavier Vinader, sobre la febre de l'or immobiliari viscuda als Països Catalans i els seus impactes socials, polítics i econòmics.
El 2010 va guanyar el V Premi Memorial Joan Gomis en la modalitat d'obres inèdites, per La Somàlia refugiada (conjuntament amb Carles Castro i Oriol Andrés).

## Obra
- Els senyors del boom (2014).[3]